# Sandjak de Buda

Le sandjak de Buda était une subdivision administrative de l'empire ottoman, située dans le pachalik de Budin autour de Buda, actuellement partie intégrante de Budapest en Hongrie.